# コンビニ★ヒーローズ〜あなたのSOSいただきました!!〜
『コンビニ★ヒーローズ〜あなたのSOS、いただきました!!〜』（コンビニヒーローズ あなたのエスオーエスいただきました）は、関西テレビ・BSフジの共同制作により、2022年10月19日（18日深夜）から12月21日（20日深夜）まで関西テレビで放送されたテレビドラマ。主演は連続ドラマ初主演となる横田真悠。
BSフジ・BSフジ4Kでは、同年10月23日（22日深夜）から12月25日（24日深夜）まで放送された。 
コンビニを舞台に、5人のお節介ヒーローたちが常連客の悩みや受けているハラスメントを見逃さず、解決していく姿が描かれる。

## キャスト

### 主要人物

#### コンビニ★ヒーローズ
紅アカリ〈23〉
演 - 横田真悠（10歳時：河井蘭）
主人公。「Colorful Mart」の12代目店長候補。天真らんまんで正義感にあふれる。
幼少期から店を手伝っており、常連客が放つわずかな違和感（=SOS）を見逃さない。
紺野青太〈23〉
演 - 尾崎匠海（INI）(小学4年時：岡本拓門）
新人バイトの大学生。ひょんなことからヒーロー活動をすることになる。
横島忠英〈43〉
演 - ちゅうえい（流れ星☆）
店長代理。みんなにいじられながらも愛される。忍耐力が強い。
マリモ〈29〉
演 - 佐伯大地
お金持ち。店員より長くコンビニで時間を過ごす常連客。
桃沢順子〈35〉
演 - 横内亜弓
勤続12年のベテランバイト。元レディース。基本的に無口で無表情。

### ゲスト

#### 第1話
嶋村みずき〈23〉
演 - 矢吹奈子（HKT48）
「涙腺ゆるゆるキャラ」を押しつけられたタレント。
熊田正一〈39〉
演 - 斉藤慎二（ジャングルポケット）
みずきのマネージャー。
鈴木あみか〈18〉
演 - あみか（フォーエイト48）
高校生。学校をサボり気味。
アカリの祖父
演 - 泉祐介
コンビニに来るお客の幸せを守るように幼少期のアカリに言っている。
電話しながらレジに来る客
演 - 永野宗典（ヨーロッパ企画）
万引き客
演 - 後藤威尊（INI）
桃沢に発見され、捕まえられる。

#### 第2話
美咲〈25〉
演 - 丸山礼
オーガニック雑貨店の先輩店員。
彩乃〈25〉
演 - 休井美郷
後輩店員。
萌〈25〉
演 - 川上千尋（NMB48）
後輩店員。
ヨウコ〈30〉
演 - 樋口みどりこ（つぼみ大革命）
後輩店員。
コーヒーを不正購入した客
演 - たきうえ（流れ星☆）
Sのコーヒーを購入し、Lのボタンを押す行為を7回繰り返す。

#### 第3話
島田ヒロシ〈35〉
演 - ナダル（コロコロチキチキペッパーズ）
警備員。
小松春樹〈25〉
演 - りゅうと（choco）
警備員。
客
演 - 佐野雄大（INI）
レジに誰もいなかったが桃沢がすぐに対応した。
結婚詐欺の女性
演 - はる（エルフ）
島田が100万円渡したとたん連絡が取れなくなったと小松に写真を見せて話した。

#### 第4話

##### 「いつめんず」
SNSで大バズりを狙う高校生4人組。
リョウ〈18〉
演 - こたつ（フォーエイト48）
すず〈18〉
演 - 安斉星来
ミカ〈18〉
演 - 大出菜々子
雅也〈18〉
演 - 久保田直樹

#### 第5話
上岸サクラ〈24〉
演 - 貴島明日香
銅メダリストの卓球選手。
沼田〈40〉
演 - 岡野陽一
サクラの小学校時代のコーチ。当時のことをいつまでも恩に着せる。

#### 第6話
河松〈32〉
演 - 洲崎貴郁（ラニーノーズ）
株式会社OMOROIYAN社員。堅実に売り上げ維持に励む。
迫田〈32〉
演 - 鈴之助
株式会社OMOROIYAN社長。ワクワクを追い求めることに夢中になり、社員たちを困惑させる。

#### 第7話
泉〈23〉
演 - 工藤美桜
後輩刑事。サバサバ仕事をこなす先輩を尊敬している。
夏希〈30〉
演 - 未来
先輩刑事。サバサバ系女子になることを泉に強いる。

#### 第8話
優志〈34〉
演 - 杉森大祐
妻への優しさに見せかけて自分の都合や好みを押し付ける。
亜紀〈27〉
演 - 辻凪子
優志の妻。夫の優しさには感謝しているが、いつの間にか精神的に追い込まれる。

#### 第9話
三浦タケシ〈22〉
演 - 中村拳司
青太の中学の同級生。陸上選手で、世界的な活躍を目標にしている。

#### 最終話
市長〈44〉
演 - 森田哲矢（さらば青春の光）
市民の暮らしに土足で踏み込む無神経な市長。
福山〈29〉
演 - 白間美瑠
市長秘書。市長のデリカシーのない言動に日々悩まされている。

## スタッフ
- 脚本 - 渡辺佑欣、山田能龍、高尾苑子、田中耕司
- 音楽 - POLYPLUS
- 主題歌 -  INI「HERO」（LAPONE ENTERTAINMENT）（楽曲提供「WANIMA」）
- オープニングアニメーション - 魚雷映蔵
- 演出 - 田中耕司、石田陽希、玉木雄介
- チーフプロデューサー - 米田孝
- プロデューサー - 田中耕司
- 制作 - 関西テレビ放送、BSフジ

## 放送日程
※ 放送日は制作局のうち、先行放送する関西テレビ放送を基準とする。
| 話数   | 放送日   | テーマ                                 | 脚本               | 演出     |
| ------ | -------- | -------------------------------------- | ------------------ | -------- |
| 第1話  | 10月19日 | キャラクター押しつけハラスメント       | 渡辺佑欣、山田能龍 | 田中耕司 |
| 第2話  | 10月19日 | 波風立てるなハラスメント               | 渡辺佑欣、山田能龍 | 田中耕司 |
| 第3話  | 10月26日 | 全部見せろよハラスメント               | 渡辺佑欣、山田能龍 | 田中耕司 |
| 第4話  | 11月02日 | なんでもアップロードハラスメント       | 渡辺佑欣、山田能龍 | 石田陽希 |
| 第5話  | 11月09日 | 恩返しくれくれハラスメント             | 渡辺佑欣           | 田中耕司 |
| 第6話  | 11月16日 | 一緒にワクワクしようぜハラスメント     | 山田能龍           | 田中耕司 |
| 第7話  | 11月23日 | サバサバ押しつけハラスメント           | 高尾苑子、渡辺佑欣 | 玉木雄介 |
| 第8話  | 11月30日 | 見せかけ優しさハラスメント             | 田中耕司           | 田中耕司 |
| 第9話  | 12月14日 | 夢を叶えろハラスメント                 | 山田能龍           | 田中耕司 |
| 最終話 | 12月21日 | 気遣い顔して土足でズカズカハラスメント | 渡辺佑欣           | 田中耕司 |

## 放送局
| 放送期間                  | 放送時間                    | 放送局           | 対象地域   |
| ------------------------- | --------------------------- | ---------------- | ---------- |
| 2022年10月19日 - 12月21日 | 水曜0:25 - 0:55（火曜深夜） | 関西テレビ放送   | 近畿広域圏 |
| 2022年10月23日 - 12月25日 | 日曜0:00 - 0:30（土曜深夜） | BSフジ・BSフジ4K | 全国       |

※初回は第1話・第2話を一挙放送。